# Albert E. Kaiser

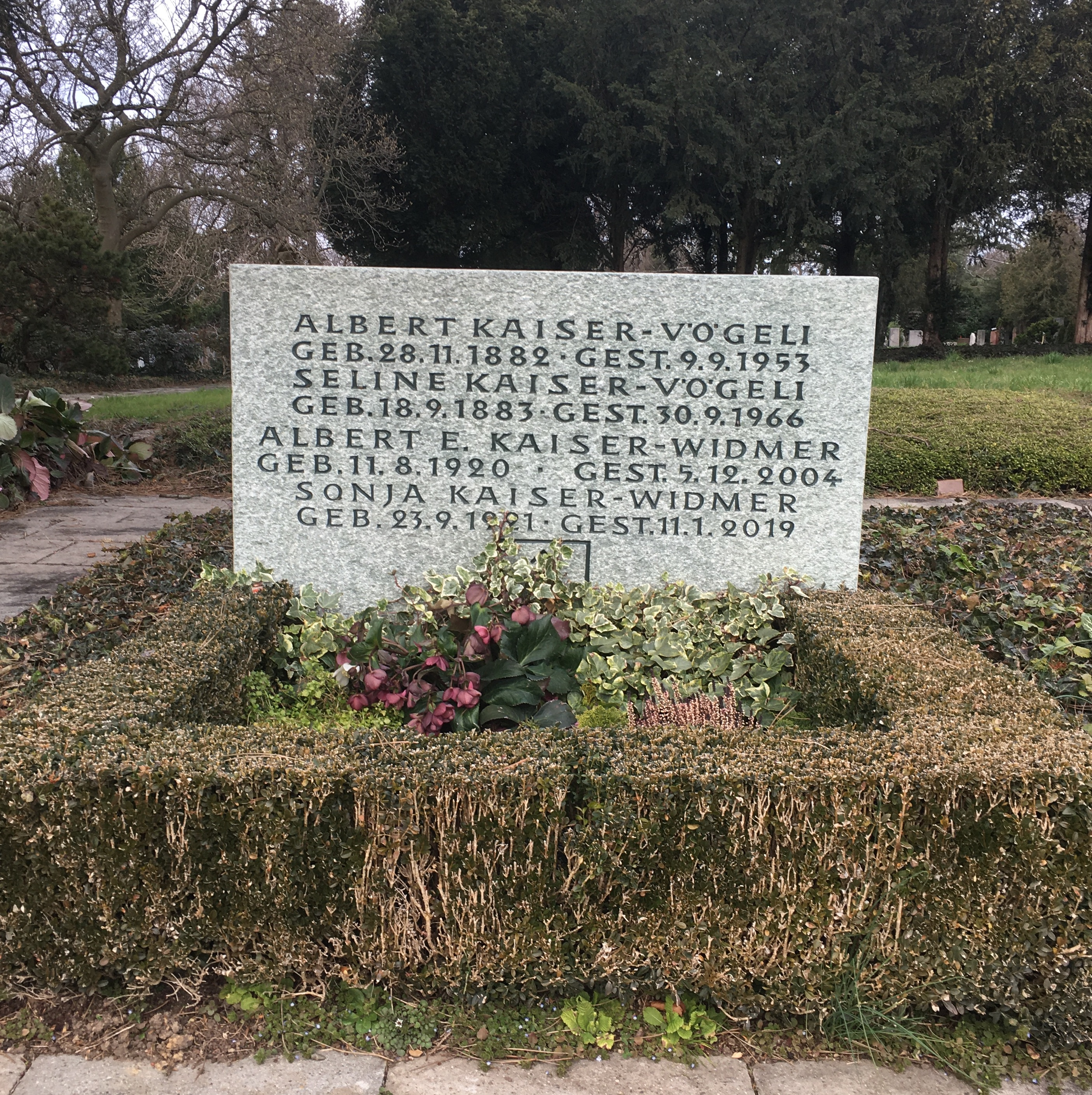
Grab von Albert E. Kaiser in Binningen bei Basel

Albert E. Kaiser (* 11. August 1920 in Zürich; † 5. Dezember 2004 in Basel) war ein Schweizer Dirigent und Musikpädagoge. Er gründete 1951 das Berufsorchester Collegium Musicum Basel.

## Leben
Kaiser studierte Klavier und Kapellmeister in Zürich (bei Volkmar Andreae) und Salzburg am Mozarteum. Bereits mit 19 Jahren war er Assistent von Paul Burkhard am Schauspielhaus Zürich. 1945 siedelte er nach Basel über, wo er zunächst Erster Operetten-Kapellmeister und ab 1951 Opernkapellmeister am Theater Basel wurde. 1955 wechselte er zum Schweizer Fernsehen als musikalischer Leiter und initiierte dort mehrere Musiksendungen. 1961 gründete Kaiser die «Interlakener Mozart-Wochen» (heute Interlaken Classics) sowie 1963 den Oratorienchor Baselland.
1972 baute Kaiser mit Hilfe des Basler Kiwanis-Clubs das «Jugendsymphonieorchester der Regio Basiliensis» auf. Daneben war er als Orchesterleitungsdozent an Musik-Akademie Basel tätig. Ab 1973 war er regelmässiger Gastdirigent an der Volksoper Wien.